# 小田町村
小田町村（おだまちむら）は、1955年（昭和30年）まで愛媛県上浮穴郡にあった村。
現在の喜多郡内子町の東部、四国山地の山中に位置した純山村。小田町村は旧小田町の中心でもあった。

## 地理
位置・地形
四国山地の山中、昭和期には上浮穴郡に属したが郡境を越えて合併したため現在は喜多郡内子町の東部にあたる。肱川の支流の小田川の及びその支流大平川や立石川の流域。
地名の由来
- 小田郷の中心であったことによる。

地域・集落
大平（おおひら）、日野川（ひののかわ）、寺村（てらむら）、町村（まちむら）、南山（みなみやま）、立石（たていし）の六つの大字があった。いずれも明治の村制発足前からの旧村であり、小田町になっても大字として存続した。
なお、平成の合併により（新）内子町になってからは「大字町村」は「小田」（大字は略す）となった。

## 歴史
- 1889年（明治22年）12月15日 - 成立。上浮穴郡に属す。
- 1943年（昭和18年） - 石山村と合併。
- 1955年（昭和30年）3月31日 - 田渡村（たどむら）、参川村（さんがわむら）との合併により小田町となる。

```
参川村の系譜
（町村制実施以前の村）　（明治期）
大平　　━━┓　　　　　　　　　　（昭和18年4月1日合併）
日野川　━━╋━━━━━ 　小田町村 ━┳━━┓
寺村　　━━┫　　　　　　　　　　　　┃　　┃　（昭和30年3月31日合併）
町村　　━━┛　　　　　　　　　　　　┃　　┣━━━━━━━　小田町
南山　　━━━━━━━┓　　　　　　　┃　　┃
　　　　　　　　　　　┣━　石山村　━┛　　┃
立石　　━━━━━━━┛　　　　　　　　　　┃
 　　　　 　　　　　　　　　　　　　　　　　┃
 　　　　　　　　　　　　　 田渡村　　━━━┫
 　　　　 　　　　　　　　　　　　　　　　　┃
 　　　　　　　　　　　　　 参川村　　━━━┛
（注記）田渡村、参川村の合併までの系譜については、それぞれの村の記事を参照のこと。

```

## 行政
役場は大字町村においた。

## 教育
尋常小学校2、町村に小田高等小学校がおかれていた。

## 産業
養蚕、米、大豆、栗、柿、ハゼ、木材、和紙、清酒などを産した。特に養蚕は郡内一とされた。内子銀行小田支店があった。

## 交通
四国山地の山中のため、鉄道等はない。